# Novais (São Paulo)
Novais est une ville brésilienne de l'État de São Paulo. Elle se situe par 20° 59′ 32″ de latitude sud et par 48° 55′ 07″ de longitude ouest, à une altitude de 555 mètres. Sa population était estimée à 4 592 habitants en 2010. La municipalité s'étend sur 117 km2.

## Maires
| Période | Période | Identité      | Étiquette | Qualité |
| ------- | ------- | ------------- | --------- | ------- |
| 2005    | 2012    | Silvio Arruda | PL        |         |